# Patrícia Bargalló i Moreira
Patrícia Bargalló i Moreira (Barcelona, 1979) és una actriu de teatre, cinema i sèries de televisió catalana.
Va estudiar interpretació a l'Estudi Nancy Tuñón de Barcelona, i va fer el seu debut a la pantalla petita en la sèrie de TV3 El cor de la ciutat. Posteriorment, i un cop va haver deixat la sèrie, ha debutat en el teatre. Fins al 18 de maig de 2006 coprotagonitzava El arquitecto y el emperador al Versus Teatre de Barcelona.
Del setembre del 2006 fins al gener del 2007 va interpretar el paper d'Eva en la sèrie Mar de fons de TV3. L'any 2008 va interpretar el paper d'Iris a la sèrie Zoo de TV3, i el 2010 va fer de Francina Mollet a la sèrie Infidels, també per TV3. Entre 2015 i 2018 va encarnar la Mireia a la sèrie Merlí de TV3.
En cinema va participar en algunes pel·lícules, com Ens veiem demà (2009), de Xavier Berraondo.
Recentment participa en la telenovel·la de sobretaula de TV3 Com si fos ahir (2019) en el paper de Rita Escudero.

## Teatre
Obres de teatre representades:
- 1999-2000: La familia de los líos, de Rafael Casellas
- 2002: Son las tres, de Carla Guimares, Sophie Baron i Gabriela Bossio
- 2005-2007: El arquitecto y el emperador de Asiria, de Fernando Arrabal i direcció de Joan Frank Charansonnet
- 2008: Ofici de gàrgola, de Pau Gener i direcció de Joan Frank Charansonnet
- 2008-2009: Rock 'n' Roll, de Tom Stoppard i direcció d'Àlex Rigola
- 2009: Julia Smells Like Teen Spirit, de Jordi Casanovas i direcció de Jordi Casanovas
- 2010: Una de guerra, d'Àlex Mañas i direcció d'Isak Férriz
- 2011-2012: The Guarry Men, de Pau Roca i direcció de Pau Roca
- 2001: La fada d'Abu Ghraib, d'Antònia Jiménez i direcció de Jordi Valls
- 2011: Tragèdia, d'Àlex Rigola i direcció d'Àlex Rigola
- 2011: Groucho me enseñó su camiseta, de Manuel Vázquez Montalbán i direcció de Damià Barbany
- 2012: Una comèdia DALÍrant, d'Israel Collado i Joan Frank Charansonnet i direcció de Joan Frank Charansonnet

## Filmografia

### Cinema
- 2001: Pau i el seu germà
- 2006: Beatriz Barcelona
- 2006: I figli strappati (telefilm)
- 2007: Cheese Cake (curtmetratge)
- 2009: Ens veiem demà
- 2012: Mateix lloc, mateixa hora (curtmetratge)
- 2012: El cuerpo
- 2013: Veritas (curtmetratge)

### Televisió
- 1999: Laberint d'ombres (1 episodi)
- 2000: Crims (1 episodi)
- 2000: Plats bruts (1 episodi)
- 2002: Temps de Silenci (1 episodi)
- 2003-2005: El cor de la ciutat
- 2006-2007: Mar de fons
- 2008: Zoo
- 2010: Infidels
- 2015-2018: Merlí
- 2019: Com si fos ahir
- 2024: Asfalt